# Missael Espinoza
Eduardo Missael Espinoza Padilla (nacido el 12 de abril de 1965 en Tepic, Nayarit) es un exfutbolista mexicano que jugaba en la posición de delantero. Militó en el Club de Fútbol Monterrey, Club Deportivo Guadalajara, Club León, Club Necaxa y Querétaro Fútbol Club.

## Trayectoria
Debutó con el Monterrey el 19 de agosto de 1984 contra el Morelia, el cual quedaría 1-1. Jugó en Monterrey hasta 1993, logrando un título de liga con la institución Rayada en el torneo México 86.
Para la temporada 1993-94 para al Club Deportivo Guadalajara, y fue parte de las llamadas Superchivas, pero permaneció inactivo 14 fechas de esa temporada debido a una lesión producido por el jugador del Puebla FC, Aurelio Rivera. Antes de jugar el Invierno 1996 con Chivas, se enroló con el San José Earthquakes, pero regresaría con el Rebaño donde permaneció hasta el Verano 1997 donde saldría campeón de liga nuevamente.
En el Invierno 1997 llega al León donde después de 2 temporadas es traspasado al Necaxa, para después regresar a León en el Verano 2000, con el equipo Esmeralda logró llegar a una final de liga ante el Cruz Azul en el mismo año 1997.
Después en 2003 pasaría a Trotamundos Tijuana que militaba en la primera "A", para ser fichado por los Gallos Blancos de Querétaro para dos temporadas, y en 2004 regresó al equipo que lo vio nacer como futbolista, el Monterrey, donde decide retirarse en la temporada Clausura 2005 , su último juego fue contra el América donde los Rayados golearon por 4-2. Campeón en 1986 con Monterrey y en el Verano de 1997 con Chivas y subcampeón en 1993 con el Monterrey, en 1997 con el León y en el 2004 nuevamente con el Monterrey.

## Selección nacional

### Selección absoluta
| Club               | País   | PJ | Goles | Periodo     |
| ------------------ | ------ | -- | ----- | ----------- |
| Selección Mexicana | México | 37 | 4     | 1990 - 1995 |

Debutó con la selección el 17 de abril de 1990 jugando contra la selección de Colombia.
Asistió a la copa del mundo de Estados Unidos de 1994, sin embargo no jugó ningún partido.

### Participaciones en Copas del Mundo
| Mundial                        | Sede           | Resultado        |
| ------------------------------ | -------------- | ---------------- |
| Copa Mundial de Fútbol de 1994 | Estados Unidos | Octavos de final |

### Participaciones en Copas América
| Copa              | Sede    | Resultado        |
| ----------------- | ------- | ---------------- |
| Copa América 1995 | Uruguay | Cuartos de final |

### Participaciones en Copa de Oro de la CONCACAF
| Copa             | Sede           | Resultado    |
| ---------------- | -------------- | ------------ |
| Copa de Oro 1991 | Estados Unidos | Tercer lugar |

- Datos: Q1376208